# Step by Step (álbum)
Step by Step é o terceiro álbum de estúdio da boy band norte-americana New Kids on the Block, lançado em 1990.

## Faixas
1. "Step by Step"
2. "Tonight"
3. "Baby, I Believe In You"
4. "Call It What You Want"
5. "Let's Try It Again"
6. "Happy Birthday"
7. "Games"
8. "Times is On Your Side"
9. "Where Do I Go From Here?"
10. "Stay With Me Baby"
11. "Funny Feeling"
12. "Never Gonna Fall in Love Again"